# Buritama
Buritama é um município brasileiro do estado de São Paulo. Em 2017 ganhou status de município de interesse turístico.

## História
Por volta de 1892, as famílias  Teixeira Dias, Pereira, Santos e Goulart, provindas de Minas Gerais, vieram ter à região, atraídas pelo solo fértil, formando o primitivo núcleo ao qual deram o nome de Palmeiras, algum tempo depois com a construção de uma capela em homenagem à Nossa Senhora do Divino Livramento. Passados dois anos, em 1894, Palmeiras era elevado à categoria de Distrito Policial com o nome de Buriti, pelo fato de haver na região palmeiras nativas, buritis, que se estendiam desde o centro do planalto, até às margens do rio Tietê. Constituía parte integrante do município de São José do Rio Preto. Em 29 de Novembro de 1927, foi elevado à categoria de Distrito de Paz, pela Lei nº 2.102, passando a denominar-se Buritama.
Em 24 de agosto de 1948, pela Lei nº 233, passou a ser município, ficando sob a jurisdição da comarca de Monte Aprazível. Finalmente, pela Lei nº 8.050, de 31 de Dezembro de 1963, passou a ser comarca, instalada em 25 de junho de 1966, ficando os municípios de Turiúba, Planalto, Lourdes e Zacarias, sob a jurisdição da comarca de Buritama. Sua padroeira é Nossa Senhora do Divino Livramento, cuja imagem se encontra na igreja matriz no centro da cidade.
Na década de 1940, o distrito já possuía ares de cidade, o que viera mesmo a acontecer em 1948, mas antecipadamente, a Senhora Maria Florinda, fazendeira da cidade, doara terras de sua propriedade para o Patrimônio da Santa, bairro este que ainda existe em tempos atuais, mas com outro nome (Bairro do Livramento). Entretanto até hoje estas terras não têm seu registro cartorial, pois Santa não é pessoa física nem jurídica, e com isso não pode possuir bens.
Mesmo assim a fazendeira doou as terras e formou-se então este bairro que possui cerca de cinco mil habitantes, o maior da cidade. Na década de 1960, instalava-se na cidade a Cerâmica Santa Cruz, empresa que emprega centenas de pessoas. Cerealistas de grãos também trouxeram grande empregabilidade à cidade, como a Multinacional Cargill Agrícola S/A, que possui filial instalada no município denominada Cerealista Trevo, que a uns anos foi vendida para Cooperativa de Agronegócio e Armazenagem de Votuporanga (COACAVO).

### Toponímia
O nome Buritama tem origem no vocábulo indígena que significa "terra dos buris". Do tupi buri: buri, uma palmeira (Allagoptera caudescens); e tama: terra natal, ou seja, "terra dos buris".

## Demografia
Fonte: IBGE
Censo 2021
- População total: 17 210 habitantes
- Densidade demográfica (hab./km²): 52,30
- Mortalidade infantil até um ano (por mil): 12,58
- Expectativa de vida (anos): 73,08
- Taxa de fecundidade (filhos por mulher): 2,18
- Taxa de Alfabetização: 96,70%
- Índice de Desenvolvimento Humano (IDH-M): 0,763

## Geografia
Localiza-se a uma latitude 21,07 sul e a uma longitude 50,15 oeste.

### Hidrografia
- Rio Tietê
- Ribeirão Santa Bárbara
- Córrego Palmeiras

### Transporte

#### Rodoviário
- SP-461 - importante ligação da região, a Rodovia Deputado Roberto Rollemberg passa por Buritama, criando um elo entre o sul e o norte do Rio Tietê, interligando as regiões de Araçatuba e Votuporanga.

#### Hidroviário
- Porto Rui Barbosa - ponto de atraque de embarcações.
- O município de Buritama é ponto de Referência da Hidrovia Tietê-Paraná, tendo em suas terras a UHE Nova Avanhandava. Foi realizada em 21 de agosto de 2023 a primeira detonação de rochas para ampliação do canal de navegação de Nova Avanhandava, no trecho da Hidrovia Tietê-Paraná, Com investimentos de cerca de R$ 300 milhões. Está prevista a retirada de 552 mil metros cúbicos de rochas, volume equivalente ao de 600 piscinas olímpicas, tem como objetivo permitir as condições de navegabilidade na hidrovia, mesmo em períodos de estiagem.[4]

## Infraestrutura

### Comunicações
O sistema de telefones automáticos foi inaugurado na cidade em 1978 pela Telecomunicações de São Paulo (TELESP), que também implantou o sistema de discagem direta à distância (DDD) em 1979 com o código de área (0186). Anteriormente a cidade era atendida pela Companhia de Telecomunicações do Estado de São Paulo (COTESP).
Na década de 90 o código DDD da cidade foi alterado para (018), para padronização do sistema telefônico com a telefonia celular que estava sendo implantada em todo o estado.

### Educação
Buritama possui duas escolas estaduais, a Escola Estadual Professor Oswaldo Januzzi e a Escola Estadual Álvaro Alvim, quatro escolas municipais, a Escola Municipal de Ensino Fundamental Bairro Nossa Senhora do Divino Livramento, Escola Municipal Odete Feroldi, Escola Municipal Castro Alves e Escola Municipal Maria do Carmo e uma escola particular, Zeta (Objetivo). Não possui nenhuma Instituição de Ensino Superior, e a maior parte dos estudantes fazem faculdade nas cidades da região.

#### Unidades Escolares
- Creches: 03
- CRECHE NOSSA SENHORA DE FÁTIMA
- CRECHE PRÓ-INFÂNCIA
- CRECHE PADRE WLADISLAU MUSIAL
- Escolas Municipais: 04
- EMEF DO BAIRRO DO LIVRAMENTO
- EMEF MARIA DO CARMO
- EMEI ODETE FEROLDI
- EMEI CASTRO ALVES
- Escolas Estaduais: 02
- EE PROF. OSWALDO JANUZZI
- EE ALVARO ALVIM
- Escola Privada: 01
- ZETA - ANGLO
- Entidades Filantrópicas: 02
- SOCIEDADE ESPÍRITA FRATERNIDADE (CRECHE DO RUI)
- SOCIEDADE ESPÍRITA REDENÇÃO (CASA ABRIGO)
- Escola de Cursos Profissionalizantes: 01
- VIA CERTA EDUCAÇÃO PROFISSIONAL

### Saúde

#### Estrutura na Saúde
- Hospitais: 01
- SANTA CASA DE MISERICÓRDIA SÃO FRANCISCO
- Unidades Básicas de Saúde: 02
- UBS JAIME SIMÃO PINTO CUNHA
- UBS NICOLA LAVECHIA
- Pronto Socorro: 01
- PRONTO SOCORRO DA SANTA CASA
- Clínicas Médicas: (02) INTEGRAL MED - CLINICA GERAL, SAÚDE MAIS
- Clínicas Odontológicas: 13
- Laboratórios de Análises: 03
- Ambulâncias: 10

## Economia
A base da economia é a agropecuária e serviços. Possui um comércio diversificado e indústria em expansão.

### Geração de Emprego e Renda
Buritama por muitos anos fora dependente de outras cidades de maior porte ao seu redor, como Birigui, Araçatuba e São José do Rio Preto, porém a partir de 1995, quando grandes empresas começaram a atuar na cidade, o círculo vicioso e evasão começou a mudar de rota. Buritama começou a atrair pessoas das cidades vizinhas à procura de emprego e de melhores condições de vida.
Com a instalação das Empresas Cargill Agrícola, em 1991, Cerâmica Santa Cruz, na década de 1960, da Pedreiras Basalto e a TIPTOE, forte empresa do ramo calçadista com sede em Birigui-SP, instalada no município em duas unidades, gerando mais de 600 empregos diretos e com a forte expansão do setor turístico, a expansão do setor de imóveis com a crescente de condomínios e loteamentos o comércio se fortaleceu, contratou mais pessoas e a cidade prosperou em números e vitalidade econômica.

## Atrações turísticas

### "Prainha"
O Parque Turístico João Simão Garcia - "Prainha de Buritama", famoso por abrigar uma extensa área aberta gratuitamente ao público (1,9km), com 83 quiosques equipados com pia, água encanada, luz e energia elétrica (110v-220v); sanitários; duchas; vias pavimentadas; portaria informatizada; câmeras de segurança por todo o parque; área de camping; quadras de areia e campos de futebol; amplo estacionamento.
Atrai milhares de turistas de toda a região noroeste e de outras regiões do estado e do país.

### Ranchos e Casas na beira do Rio
Centenas de ranchos de veraneio e dezenas de condomínios à beira do Rio Tietê no reservatório da Usina Hidrelétrica de Nova Avanhandava, quanto no Rio Santa Bárbara.

### Rodeio
Organizada por uma comissão própria; A Festa do Peão do município é muito conhecida no Estado e na Região, pelos shows de renomados artistas do país. Peões de várias partes do Brasil concorrem na cidade aos prêmios dados aos vencedores do torneio de montaria. Sempre no mês de Agosto, no qual comemora-se o aniversário de emancipação política.

## Esportes

### Eventos esportivos na cidade
- Sede do campeonato regional de futsal, que envolve várias cidades da região.

O Buritama Futebol Clube, que é filiado à Federação Paulista e já disputou profissionalmente, representa a cidade. O município já contou com o América Futebol Clube, que foi fundado na década de 50.

## Religião
O Cristianismo se faz presente na cidade da seguinte forma:

### Igreja Católica
- A igreja faz parte da Diocese de Votuporanga.[9]

### Igrejas Evangélicas
- Assembleia de Deus Ministério do Belém.[10][11]
- Congregação Cristã no Brasil.[12]